# Concattedrale di San Donato
La concattedrale di San Donato è un edificio di culto ubicato in via San Donato ad Acerno.

## Storia
L'edificio è stato realizzato a partire dal 1575 sulle rovine di un precedente edificio elevato a cattedrale della diocesi di Acerno nel 444  da papa Leone I. A seguito di numerosi eventi sismici, in particolare quello del 1980 e di un successivo incendio, la struttura ha subito numerose modifiche strutturali. Con un progetto di ristrutturazione del 1989 la chiesa è stata recuperata completamente e riaperta nuovamente al culto.

## Descrizione
L'esterno del fabbricato è caratterizzato da una facciata con ingresso centrale e due laterali minori, il tutto sormontato da due finestre e un rosone centrale. Il campanile si sviluppa su quattro livelli ed è sormontato da un bulbo terminale ricoperto con un guscio metallico in rame.
L'ambiente interno, a croce latina, è composto da una navata centrale maggiore e da due laterali minori, il transetto, un'abside e una sagrestia con ambienti di servizio.
A causa degli eventi distruttivi avvenuti nel tempo, gli interni non presentano opere d'arte di rilievo. Uniche cose sopravvissute sono alcuni affreschi del 1700 attribuiti al pittore Leonardo Pallante e l'altare maggiore.